# Mae de la Concha García-Mauriño
María Asunción Jacoba Pía Mae de la Concha García-Mauriño (Gijón, 25 de juliol de 1954) és una empresària llibretera i política menorquina d'origen asturià, que ha estat diputada al Congrés dels Diputats en la XI i XII Legislatures, parlamentària balear, Consellera Insular i Presidenta en funcions del Govern de les Illes Balears.
En 1970 va emigrar a França, on va treballar de mainadera i d'auxiliar d'hospital. Anys després s'establí a Madrid, on treballà com a secretària a Yves Rocher i com a administrativa al despatx d'advocats del carrer d'Atocha, 55.
Després va viure a Lleó, Barcelona i Santander, fins que l'estiu de 1980 es va establir a Ciutadella de Menorca. Va començar treballant com a secretària de jutjat i altres ocupacions similars fins que el 1990 va fundar la llibreria La Torre de Papel, on es fan tallers d'idiomes i literatura. Membre de Podem, el febrer de 2015 en fou escollida secretària general a Menorca. Fou diputada a les eleccions generals espanyoles de 2015 i 2016.
Va ser elegida diputada a les eleccions al Parlament de les Illes Balears de 2019, i va ser Consellera d'Agricultura, pesca i alimentació del Govern de les Illes Balears. Quan na Francina Armengol va dimitir de presidenta de les Illes Balears, na Mae de la Concha va ser l'encarregada de substituir-la fins a l'elecció de la nova presidenta de les Illes Balears, segons el que estableix la llei 1/2019, de 31 de gener, del Govern de les Illes Balears.